# Sergio Lanfranchi
Pour les articles homonymes, voir Lanfranchi.
Sergio Lanfranchi, né le 28 septembre 1925 à Parme et mort le 22 janvier 2000 à Barjols, est un joueur italien de rugby à XV qui évolue le plus souvent aux postes de troisième ligne et de pilier. International italien, il évolue notamment en club au Parma Rugby et au FC Grenoble.

## Biographie
Orphelin, Sergio Lanfranchi, était, après l'école, combattant dans le Piémont dans la Resistenza italiana, et revint à Parme après la guerre, il a commencé à travailler et à jouer au rugby dans l'équipe locale en 1946 ; avec Parme, il a disputé 101 matchs au total et a remporté le titre de champion d'Italie en 1950.
Le FC Grenoble le recrute pour la saison 1950-1951. Le FCG remonte dans l'élite et obtient le titre de champion de France Excellence en battant en finale La Voulte sur le score de 9 à 0.
En 1954, le FCG alors entraînée par Raymond Bouvarel écrit la plus belle page de l’histoire du club et remporte son premier Bouclier de Brennus en écartant successivement le SC Mazamet en 16e de finale, le SU Agen en 8e, le CS Vienne, lors d'un âpre derby (3-0) en quart, puis l'US Romans Péage lors d'un autre duel des Alpes en demi (8-5). Puis Grenoble devient champion de France après une victoire 5 à 3 sur l'US Cognac lors de la finale du 23 mai au stadium de Toulouse.

## Carrière
- Parma Rugby : 1946-1950
- FC Grenoble : 1950-1965
- Stade montchaninois : 1965-1971

## Palmarès

### En club

#### Avec le Parma Rugby
- Champion d'Italie en 1950.

#### Avec le FC Grenoble
- Championnat de France de deuxième division
  - Champion : 1951

- Championnat de France de première division
  - Champion : 1954 (Il marque alors l'essai de la victoire de son équipe)

- Coupe d'Europe des clubs champions FIRA
  - Vice-champion : 1963[7]

### En équipe nationale
- 21 sélections en équipe nationale italienne durant 15 ans, de 1949 à 1964, dont 12 face à la France, 4 face à l’Allemagne et 2 face à la Roumanie ; capitaine à 8 reprises.

## Style de jeu
Évoluant le plus souvent aux postes de troisième ligne et de pilier, il joue aussi deuxième ligne avec Grenoble et quelques fois ouvreur, centre ou arrière avec l'équipe d'Italie. Il peut aussi occuper le rôle de buteur.